# Edwin Booth

Edwin Booth

Edwin Booth (* 13. November 1833 bei Belair, Maryland; † 7. Juni 1893 in New York City) war ein US-amerikanischer Schauspieler und Bruder von John Wilkes Booth, dem Mörder Abraham Lincolns.

## Leben
Als älterer Bruder hatte Edwin Booth – wie auch ihr Vater – die Schauspielkarriere vorgelebt. Er bereitete sich unter Leitung seines Vaters, des englischen Schauspielers Junius Brutus Booth, so gut für die Bühne vor, dass er schon 1849 eine kleine Rolle in Shakespeares Richard III. mit Erfolg spielen und 1851 seinen erkrankten Vater als Richard III. vertreten konnte. Er galt insbesondere für seine Darstellungen in Shakespeare-Dramen als besonders berühmt: So gehörten unter anderem die Rollen des Macbeth, Hamlet, Shylock und Iago im Laufe seiner erfolgreichen Karriere zu seinem festen Repertoire.
Im Jahre 1863 oder 1864 rettete er auf einem Bahnsteig in Jersey City Lincolns ältesten Sohn, Robert Todd Lincoln, der von der Bahnsteigkante zwischen zwei Waggons eines haltenden Zuges geraten war.
In den Jahren 1869 bis 1874 war er Leiter eines eigenen Theaters in New York.
1881 feierte Booth, der zu diesem Zeitpunkt als der beste Schauspieler der Vereinigten Staaten durch die Presse (Harper’s new monthly magazine) gerühmt wurde, eine erfolgreiche Tournee durch England.
Es wirkt wie eine makabre Ironie der Geschichte, dass er selbst als Macbeth in der Rolle des Königs- beziehungsweise Tyrannenmörders seine größten Bühnenerfolge feierte.

## Verfilmung
1955 wurde die von Eleanor Ruggles geschriebene Biografie Prince of Players von 20th Century Fox mit Richard Burton als Edwin Booth als König der Schauspieler verfilmt.